# Factorij

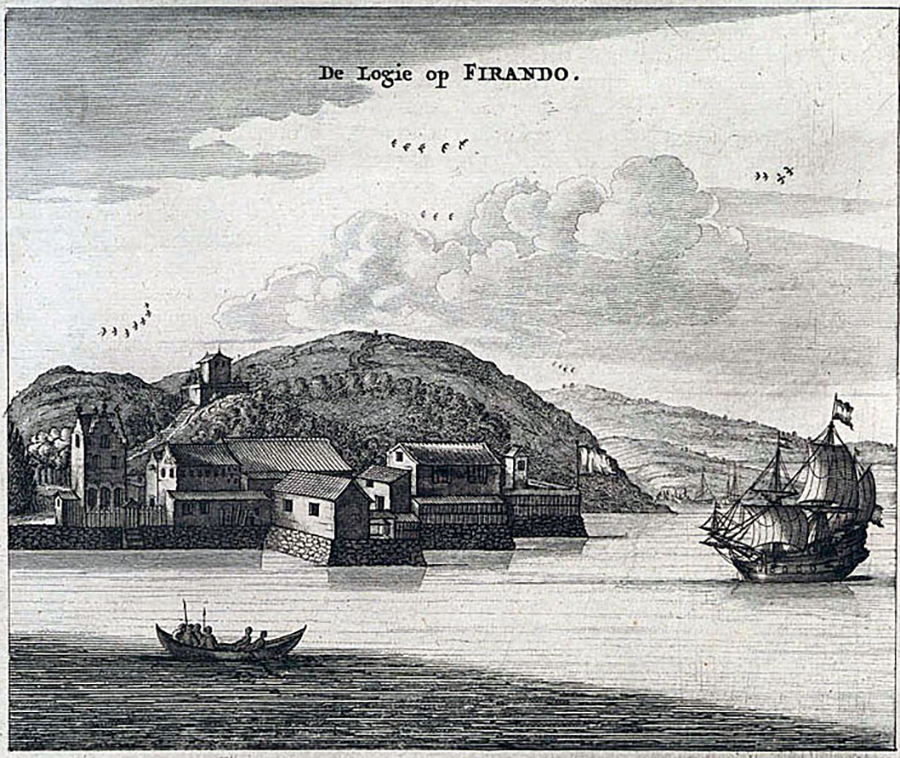
De Nederlandse factorij in Hirado. 17e-eeuwse gravure

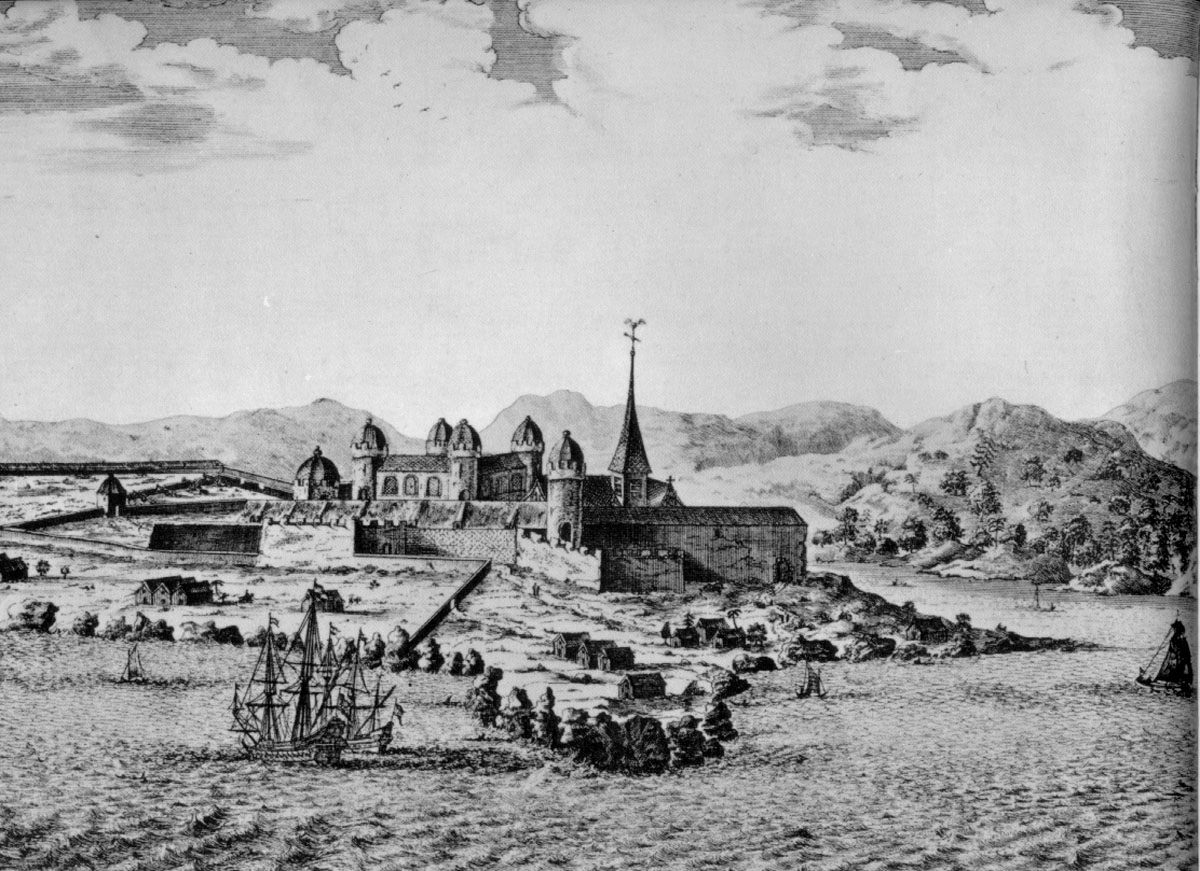
Het kasteel Elmina

Een factorij was een handelspost in het buitenland die fungeerde als steunpunt voor de overzeese handel in de 17de en 18de eeuw. Zo'n factorij werd opgezet door een Europese handelsonderneming (ook wel compagnie) en bestuurd door een uitgezonden opperhoofd, directeur, commandeur of gouverneur. Alle op Azië en Amerika varende handelscompagnieën maakten gebruik van factorijen. Vaak bestond een factorij uit een paar pakhuizen, een werkplaats, woningen voor het personeel, een kerk en een hoofdkantoor, soms met een garnizoen en een versterking of fort om de handelspost tegen indringers of aanvallers te kunnen verdedigen.

## Betekenis en functie van factorijen
Het woord factorij is afgeleid van het ouderwetse woord factoor, dat zaakgelastigde of tussenpersoon betekent. De belangrijkste man op de factorij was het opperhoofd of factoor. Hij regelde inkoop, verkoop en ruilhandel.
In de factorijen werden de te verzenden goederen gecontroleerd en kregen een eerste behandeling,  ze werden gewogen en verpakt voor de lange reis over zee. Handelswaar zoals  specerijen, cacao, thee, tabak, koffie, suiker, porselein, salpeter, opium, huiden en bont moest beschermd worden tegen de zoute zeelucht, vocht, ratten en bederf.

## Voorbeelden van factorijen

### In eigendom van deVerenigde Oost-Indische Compagnie(VOC)
- Kaapstad, Zuid-Afrika was meer een verplichte aanleghaven en verversingsstation
- Mokka vanwege de koffie
- Kust van Coromandel vanwege de textiel
- Colombo vanwege de kaneel
- Calicut vanwege de zijde
- Ambon vanwege de kruidnagelen
- Formosa vanwege de huiden
- Dertien Factorijen in Kanton, China, vanwege de thee
- Dejima was van 1641 tot 1859 de Nederlandse handelspost in Japan vanwege de uitvoer van zilver, koper, porselein en lakwerk
- Siam vanwege de hertenvellen, roggenvellen en producten uit China.
- Midden-Oosten vanwege de zijde
- Malakka vanwege tin

Verder waren er VOC-factorijen in Birma, Laos en Vietnam.

### In eigendom van deWest-Indische Compagnie
- Fort Oranje (Nieuw-Nederland) was eigenlijk een grote factorij

### In eigendom van deOostendse Compagnie
- Cabelon[2] vanwege specerijen, lakwerk en bedrukte katoenen stoffen. Van het Oostendse fort zijn nog wat ruïnes te vinden in de tuin van een resorthotel.
- Banquibazar

## Varia
In de Sovjet-Unie was een factorij (фактория; faktoria) een handelsplaats in een afgelegen gebied zoals Jakoetië, Nenetsië, Tajmyr of Tsjoekotka, waar de staat huiden opkocht van Siberische jagers (uit lokale volkeren) en de jagers voorzag van basisgoederen, levensmiddelen en werktuigen voor de jacht. Deze factorijen bestaan nog op verschillende plekken, maar zijn nu onderhevig aan de vrije markt.
Ook binnen Nederland werd wel het begrip factorij gehanteerd, als filiaal of gemachtigde van een bedrijf met een hoofdkantoor elders, bijvoorbeeld "factorijen van Van Gend en Loos".